# عقيدة أهل السنة والجماعة (كتاب)
عقيدة أهل السنة والجماعة هو كتاب للشيخ علي جمعة تناول فيه عدداً من مسائل علم العقيدة من منظور أهل السنة والجماعة، وقد صاغ الكتاب بطريقة سهلة ومبسطة للقارئ العادي غير المتخصص.

## مقدمة الكتاب
في المقدمة يقول الشيخ علي جمعة: «إن أحسن ما يلقى العبد به مولاه عز وجل اعتقاد صحيح وعمل صالح، ولذلك وجدنا أن نخرج كتابًا في العقيدة، بطريقة سهلة وميسورة عما هي عليه في الكتب المتخصصة التي لا يُقبل عليها سوى الدارسين، فأحببنا أن نقرب مسائل علم العقيدة لغالب القراء المتطلعين لمعرفة صور ومسائل هذا العلم، بطريقة تجمع بين حقائق الإسلام ودقائق الإيمان ولطائف الإحسان، وهذه كليات الدين الإسلامي الحنيف، بل هي قواعد جميع الأديان».
مضيفًا: «وقد آثرنا ألا يخلو الكتاب مما يرقق القلوب، فمزجنا بين المباحث الكلامية وشيء مما يتعلق بالسلوك، مما له صلة بموضوع الكتاب فخصصنا مبحثًا للكلام عن أسماء الله الحسنى التي من تعلق بها نجا، وسلفنا في ذلك سيدي أحمد الدردير رحمه الله، وكذلك أشرنا إلى جانب من الذكر، ودبجّنا ذلك كله بمبحث عن مسك الختام، والتعطر بذكر بعض صفات سيد ولد عدنان صلى الله عليه وسلم».

## محتوى الكتاب
يحتوي الكتاب على أربعة أبواب كالتالي:

### الباب الأول
يتضمن شرح مبسط للعديد من المصطلحات، والتوحيد، والإيمان، والأمر بالمعروف والنهي عن المنكر، والإمامة، ويشرح الشيخ علي جمعة أحد المفاهيم الرئيسية التي كانت ولاتزال محل خلاف حول فلسفة الإيمان والاعتقاد وهو حكم أهل الفترة وهم من كانوا في أزمنة الرسل أو الأزمنة السابقة أو التالية ولم تصلهم الرسالة، وهنا يقول الشيخ: «لا شرع قبل بعثة الرسل ولا تكليف، وأهل الفترة الذين انقطعوا عن خبر الأنبياء السابقين وبعثة خاتم الأنبياء محمد عليه الصلاة والسلام ليسوا مؤاخذين ولا مكلفين».
وفي هذا السياق يشير الشيخ لتعريف العقيدة الإسلامية بأنها: «الإيمان بأن خالق السموات والأرض هو الله، وأنه متصف بكل الكمالات، منزه عن كل النقائص، ليس كمثله شيء، وأن محمدًا نبيه ورسوله إلى العالمين كافة، بلغ رسالته على أكمل وجه وأتمه، وأن القرآن كتابه الصادق الذي لا يأتيه الباطل من بين يديه ولا من خلفه».

### الباب الثاني
وفي الباب الثاني يتناول الصفات الإلهية وما يتعلق بها من قضايا خلافية كبرى بين الفرق الإسلامية حول ما يُنسب لله من صفات وما لايجوز نسبه، فضلًا عن السؤال الرئيسي هل يتصف الله أم أن الله متجاوز للصفات.

### الباب الثالث
ويرصد الباب الثالث قضية النبوات وكرامة الأولياء.

### الباب الرابع
وفي الباب الرابع يتناول قضية الغيبيات ومنزلة الإنسان كخليفة لله في تعمير الأرض.

## اقتباسات من الكتاب
يقول الشيخ على جمعة في فصل بعنوان الاعتقاد في زوجات النبي: «نعتقد ونوقن بطهرهم وشرفهم وكرامتهم، والسيدة عائشة الصديقة بنت الصديق رضي الله عنها وأرضاها كانت أحب النساء إلى قلب رسول الله صلى الله عليه وسلم وأبوها كان أحب الرجال إليه، وهي التي برآها الله عز وجل في كتابه في سورة النور مما اتهمها به المنافقون، ومن لم يؤمن ببراءتها أو نسب إليها الفاحشة والضلال فهو مكذب للقرآن وكافر».
ويضيف في فصل بعنوان الاعتقاد في أصحاب النبي: «نعتقد بشرفهم وفضلهم على الأمة، ونؤمن بأن الله عز وجل رضي عن أهل بدر وأحد وبيعة الرضوان، فالصحابة هم أعلام الدين، وهم مؤمنون جميعهم، بلغوا رسالة الإسلام ولم يكتموا شيئًا من القرآن ولا من أحكام الشريعة»، ويستشهد بحديث منسوب لعمر بن الخطاب يقول: سمعت رسول الله، صلى الله عليه وسلم، يقول: «سابقنا سابق، ومقتصدنا ناج، وظالمنا مغفور له».
وفي قضية الصفات الإلهية يقول الشيخ على جمعة: «الله تعالي متقدس عن الاختصاص بالجهات، والاتصاف بالمحاذاة، فلا تحيط به الأقطار، ولا تكتنفه الأرض ولا السماء، ويجل عن قبول الحد والمقدار، فكل مختص بجهة شاغل لها متحيز فيها، ونحن نؤمن أن خالق العالم لا يجوز عليه الحد والنهاية، لأن الشيء لا يكون مخصوصا إلا بذلك الحد، ويقرره على تلك النهاية بجواز غيره من الحدود عليه، والصانع لا يكون مصنوعًا ولا محدودًا ولا مخصصًا».
ويكمل في حديثه عن الصفات التي تنسب للذات الإلهية: «هي الصفات القائمة بذاته تعالي، وهى صفات المعاني السبع أو الثمان على الخلاف في ذلك، وهى قديمة كأسمائه، وهى صفة حي بحياة، وقادر بقدرة، وعالم بعلم، ومريد بإرادة، وسامع بسمع لا بإذن، وباصر ببصر هو رؤية العين لا عين، ومتكلم بكلام لا من جنس الأصوات والحروف».

## وصلات خارجية
- «علي جمعة» يوقع عقد كتاب مع «قصور الثقافة» دون مقابل
- «قصور الثقافة» تصدر «عقيدة أهل السنة والجماعة» لـ «علي جمعة»